# Elecciones al Parlamento Europeo de 2019 (Lituania)
Las Elecciones al Parlamento Europeo de 2019 en Lituania se realizaron el 26 de mayo de ese año, con el objetivo de elegir a la delegación de Lituania para el Parlamento Europeo. La segunda ronda de la elección presidencial lituana de 2019 se llevó a cabo paralelamente.
301 candidatos de 16 partidos se presentaron a los 11 escaños en disputa.
Los once diputados lituanos son elegidos por sufragio universal directo por ciudadanos lituanos y ciudadanos de la Unión Europea que viven en Lituania y son mayores de 18 años. La votación se lleva a cabo de acuerdo con el método de segunda vuelta instantánea, y los escaños se distribuyen proporcionalmente entre las listas que hayan superado el 5 % de los votos emitidos de acuerdo con el método del resto mayor.

## Resultados
| Lista | Lista                                                                               | Grupo      | Votos     | %     | Escaños |
| ----- | ----------------------------------------------------------------------------------- | ---------- | --------- | ----- | ------- |
|       | Unión de la Patria - Demócrata-Cristianos Lituanos (TS-LKD)                         | PPE        | 247.745   | 19,71 | 3       |
|       | Partido Socialdemócrata Lituano (LSDP)                                              | S&D        | 199.871   | 15,90 | 2       |
|       | Unión de los Campesinos y Verdes Lituanos (LVŽS)                                    | Verdes/ALE | 158.018   | 12,57 | 2       |
|       | Partido del Trabajo (DP)                                                            | ALDE       | 113.189   | 9,00  | 1       |
|       | Movimiento Liberal (LRLS)                                                           | ALDE       | 82.779    | 6,58  | 1       |
|       | Tren Aušra Maldeikienė (TAM)                                                        |            | 81.706    | 6,50  | 1       |
|       | Acción Electoral de Polacos en Lituania - Alianza de Familias Cristianas (LLRA–KŠS) | ECR        | 69.333    | 5,51  | 1       |
|       | Alianza Lituana Rusa (LRS)                                                          | -          | 69.333    | 5,51  | -       |
|       | Partido de Centro Lituano                                                           | -          | 64.450    | 5,13  | -       |
|       | Rolandas Paksas Presidente                                                          | -          | 50.343    | 4,00  | -       |
|       | Vytautas Radžvilas: susigrąžinkime valstybę!                                        | -          | 42.107    | 3,35  | -       |
|       | Orden y Justicia (TT)                                                               | -          | 34.413    | 2,74  | -       |
|       | Partido Socialdemócrata Laborista de Lituania (LSDDP)                               | -          | 29.674    | 2,36  | -       |
|       | Partido Verde Lituano                                                               | -          | 28.461    | 2,26  | -       |
|       | Unión de la Libertad Lituana (Liberales)                                            | -          | 24.037    | 1,91  | -       |
|       | Stipri Lietuva vieningoje Europoje                                                  | -          | 16.802    | 1,34  | -       |
|       | Lemiamas šuolis                                                                     | -          | 14.280    | 1,14  | -       |
| Total | Total                                                                               | Total      | 1.257.208 | 100   | 11      |